# 버마입법부
버마입법부(한국 한자: 버마立法府, 문화어: 버마립법부, 영어: Legislative Council of Burma; 1897년 ~ 1936년)는 영국령 버마의 입법부이었다.

## 설립
1897년 영국 식민총독인 버마 총독의 자문 위원회로 버마에 대한 법률 초안을 작성하기 위해 설립되었다.

## 구조조정
1923년 1월 2일 Montagu-Chelmsford 개혁(영국령 인도 왕정 헌법을 부여하고 버마에게 제한된 자치권을 부여함)이 제정되면서 평의회는 부분적으로 선출된 기구로 개편되었다.

## 입법부의 의장
| 이름                  | 취임       | 퇴임   | 메모              |
| --------------------- | ---------- | ------ | ----------------- |
| 프랭크 매카시 경      | 1923년 2월 | 1925년 | 사무실에서 사망   |
| 로버트 시드니 길스 경 | 1925년     | 1927년 | [ 2 ]             |
| 오스카 데 글랜빌 경   | 1927년     | 1930년 | [ 3 ]             |
| 우 뿌(따야와디)       | 1930년     | 1932년 | [ 3 ] [ 4 ]       |
| 칫 흘라잉             | 1932년     | 1932년 | [ 4 ] [ 5 ]       |
| 오스카 데 글랜빌 경   | 1932년     | 1935년 | [ 3 ] [ 2 ] [ 5 ] |
| 칫 흘라잉             | 1935년     | 1936년 | [ 4 ] [ 5 ]       |